# Еребуни
Вокално инструментален ансамбъл „Еребуни“ (Vocal-Instrumental Ensemble "Erebuni" - на англ. език; «Էրեբունի» վոկալ-գործիքային անսամբլ - на арменски език) е музикална група, която свири арменска музика. Създадена е в град Пловдив, България през 1971 г.

## История
Ансамбъл „Еребуни“ се създава през 1971 година в град Пловдив. Идеята е предложена на едно от заседанията на арменската организация „Ереван“ в Пловдив от Агоп Дайджанян, педагог и преподавател в арменското основно училище „Степан Шахумян“, което днес носи името ОУ „Виктория и Крикор Тютюнджиян“.

## Музикална дейност
Първата изява е през 1972 г. с репертоар само от осем песни. От 1975 до 1991 година групата печели редица престижни награди и два златни медала на 7-мия републикански фестивал на художествената самодейност, което „Еребуни“ постига благодарение на високия дух и отговорност не само на участниците в ансамбъла, а и на ръководителите си – Агоп Дайджанян и Кеворк Четинян. Много скоро името на ансамбъла се налага не само в Пловдив, но и в другите градове в страната. Чествания, концерти и мероприятия на общността не минават без участието на „Еребуни“.
През 1981 г. „Еребуни“ изнася концерт в гр. Ереван, Армения. През 1984 г. „Еребуни“ изнася концерт в градовете Атина и Комотини, през 1986 г. в Солун, а 1990 г. е заминава на 10-дневното турне в Германия и Швейцария.
От 2000 г. групата започва да получава финансова поддържка от Общоарменски благотворителен съюз "Парекордзаган" - Пловдив.
През март 2001 г. „Еребуни“ изнася концерт в град Солун, по покана на местния клон на Общоарменски благотворителен съюз „Парекордзаган“ (AGBU), а през октомври, същата година, групата заминава за Мюнхен за да вземе участие във Фестивал на арменската песен и танци.
Записва и издава една аудио-касета (1995 г.) и 4 компакт – диска (CD). Филм за групата е записан и излъчен от ТВ СКАТ, 2016 г.(https://www.youtube.com/watch?reload=9&v=S9EhnhUyQjM)

## Ръководители
Агоп Дайджанян – основател и диригент на групата до 1992 г.; Кеворк Четинян – ръководител на оркестъра до 1986 г.; Саркис Саркисян – диригент на оркестъра до 2008 г.; Ардаш Ерниасян – ръководител на групата до 2023 г.

## Музиканти
Мардик Месчиян – ментор на Еребуни до 1999 г.; Томас Туманян – солист; Сирухи Тумаян – пиано; Хазарос Иснеян – озвучител; Харутюн Фесчиян – саксофон, Харутюн татеосян – бас китара, Ардаш Ерниасян – ритъм и соло китара и бозуки, Пламен Манафски – соло и ритъм китара, Алис Иснеян – флейта, Сурен Сантурян – тромпет, Варткес Шишманян – тромпет, Арто Гурбетян – саксофон, Бедрос Ширинян – саксофон, Вартан Ширинян – бас китара, Рупен Топчиян – бас китара, Михран Бъздикян – барабани, Агоп Караохлуян – барабани и перкусии, Сона Фесчиян – пиано, Хъмаяг Товмасян, Ани Гелгелян – пиано, Солисти: Алис Ениджелян, Вержиния Агопян, Армен Ширинян, Хари Шишманян, Такухи Мелконян, Симона Пачаджян, Марина Спасова, Хованес Караохлуян, Мери Мовсесян Калудова, Такухи Везирян. Вокална група: Мадлен Сотирова, Дирухи Дердерян, Хрипсиме Ерниасян, Флора Мелконян, Габриела Съкъджиян, Мариам Кочиян, Айда Бъздикян, Луиза Хачманян и др.